# Lo show di Big Show
Lo show di Big Show (The Big Show Show) è una serie televisiva statunitense del 2020 realizzata da Josh Bycel e Jason Berger pubblicata su Netflix.

## Trama
Lo spettacolo presenta Big Show come una versione immaginaria di se stesso. La premessa prevede che sua figlia adolescente si trasferirà con lui, sua moglie e altre due figlie.

## Episodi
| Stagione       | Episodi | Prima TV USA | Pubblicazione Italia |
| -------------- | ------- | ------------ | -------------------- |
| Prima stagione | 8       | 2020         | 2020                 |

## Personaggi e interpreti

### Principali
- Big Show, interpretato da Paul Wight, doppiato da Alessandro Maria D'Errico.
Wrestler in pensione.
- Cassy Wight, interpretata da Allison Munn, doppiata da Valentina Framarin.
Moglie di Paul e agente immobiliare.
- Lola Wight, interpretata da Reylynn Caster, doppiata da Martina Tamburello.
Figlia maggiore di Paul dal suo primo matrimonio. Si trasferisce dal Minnesota alla Florida dopo che sua madre si trasferisce a Bruxelles.
- Mandy Wight, interpretata da Lily Brooks O'Briant, doppiata da Valentina Pallavicino.
- J. J. Wight, interpretata da Juliet Donenfeld, doppiata da Serena Clerici.
La figlia più piccola di Paul.

### Ricorrenti
- Terence "Terry" Malick III, interpretato da Jaleel White, doppiato da Giorgio Perno.
Migliore amico di Paul. Gestisce un centro fitness e gli piace inventare cose.
- Coach Fener, interpretato da Ben Giroux, doppiato da Alessandro Germano.
L'allenatore di hockey su ghiaccio di Lola.
- Taylor Swift, interpretato da Dallas Dupree Young, doppiato da Stefano Pozzi.
Compagno di scuola di Mandy.
- Monica B., interpretata da Tessa Espinola, doppiata da Valeria Damiani.
- Kennedy, interpretata da Jolie Hoang-Rappaport, doppiata da Laura Cherubelli.
- Olivia, interpretata da Emma Loewen, doppiata da Elisa Contestabile.

### Guest
- Mick Foley interpreta se stesso, doppiato da Roberto Accornero.
- Mark Henry interpreta se stesso, doppiato da Simone Beschi.
- Rikishi interpreta se stesso, doppiato da Claudio Moneta.
- Tan France interpreta se stesso, doppiato da Alessandro Germano.

## Produzione
La serie è stata prodotta dalla WWE Studios ed è stata trasmessa su Netflix. Josh Bycel, Jason Berger, Susan Levison, Richard Lowell sono rispettivamente produttori esecutivi e showrunners al servizio della WWE Studios. A settembre 2019, Big Show durante il podcast di Steve Austin annunciò che la serie aveva già girato tre episodi, mentre l'anteprima sarebbe stata presentata intorno al periodo di WrestleMania 36. Successivamente, è stato annunciato ufficialmente che la prima stagione della serie, sarebbe stata composta da 8 episodi, trasmessi il 6 aprile 2020 su Netflix.

## Accoglienza
È arrivato sesto nella top 10 di Netflix dei più visti in Italia rimanendoci per diversi giorni. Imbd ha dato 6,3 / 10
su 1.897 voti.